# Максим Горький (тип речных судов)
Максим Горький — тип четырёхпалубных речных теплоходов, проект Q-040, построенных на верфи Österreichische Schiffswerften AG в Корнойбурге в Австрии в 1974 году. Получил развитие в проекте Q-040А, тип «Василий Суриков».
Всего по заказам СССР было построено четыре судна этого типа. Район плавания теплоходов ограничивался водными бассейнами разряда «О». В конце 1990-х годов теплоходы были переклассифицированы на разряд «М» с ограничением высоты волны в два метра, что позволило выходить в Ладожское и Онежское озёра для полноценной работы на туристических маршрутах Москва — Санкт-Петербург.

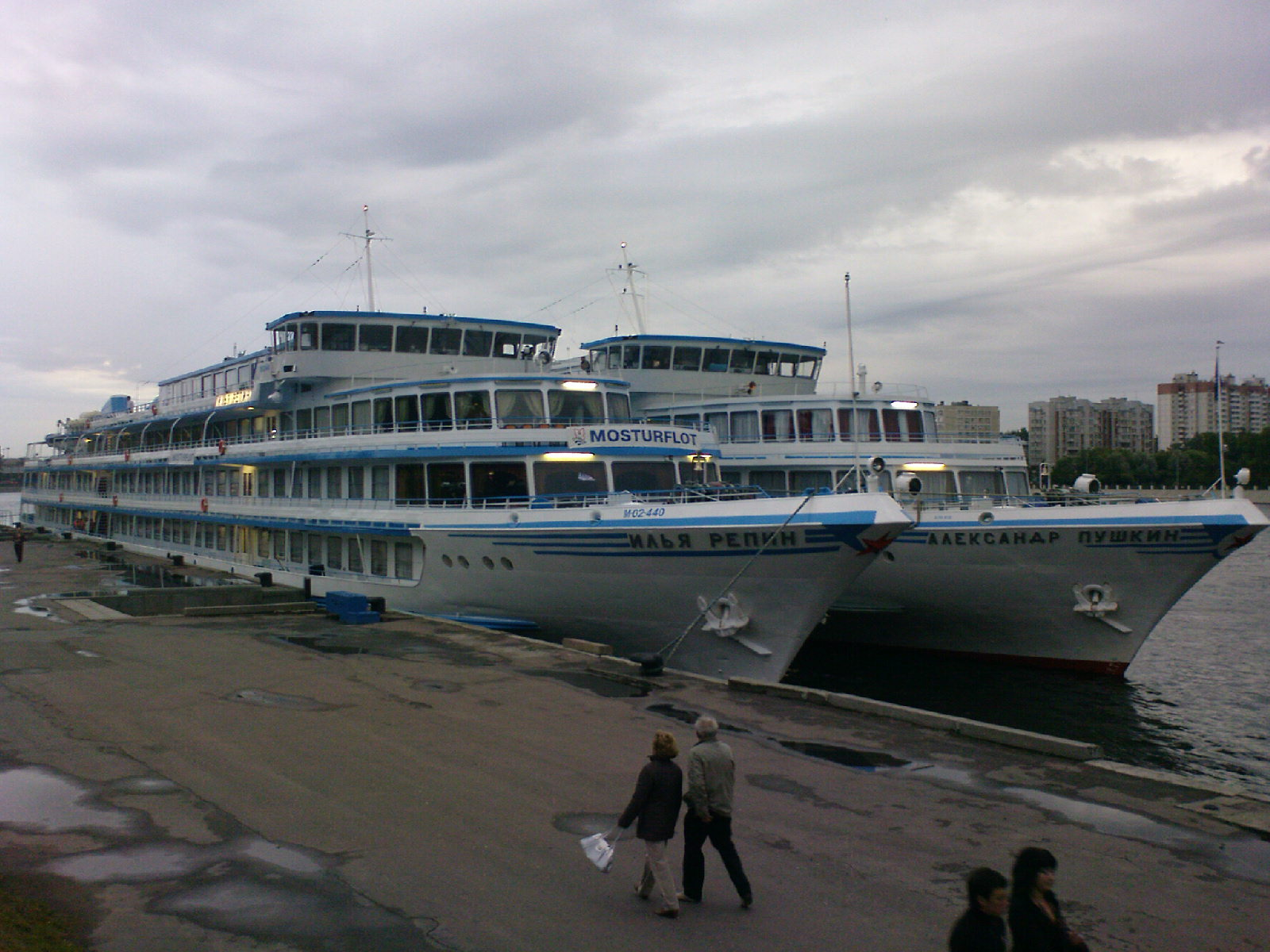
Теплоходы первой («Александр Пушкин») и второй («Илья Репин») серии проекта Q040

## Суда проекта Q-040
В 1974 году верфь Österreichische Schiffswerften AG города Корнойбурга в Австрии покинул первый теплоход из данной серии. Было принято решение называть теплоходы данной серии в честь великих писателей. Первое судно получило имя Максим Горький и таким образом определило название серии, а второе — Александр Пушкин. 
Теплоход  Максим Горький приписан к Енисейскому речному пароходству, теплоход Александр Пушкин — к Волжскому.
По комфортности на момент выпуска теплоходы превосходили все встречавшиеся до того времени на реках Советского Союза пассажирские суда.
Теплоход «Максим Горький» прошёл комплексное переоборудование всех кают и общественных помещений в 2019-20 годах  и теперь относится к классу «Водоход.Люкс».
Для размещения пассажиров на головном судне серии имеются оборудованные индивидуальными санитарными блоками (душ, туалет, умывальник), холодильниками и кондиционерами две каюты класса «люкс трёхместный», 32 каюты класса «делюкс двухместный», 12 кают класса «делюкс трёхместный», три двухместные  одноярусные каюты.
На теплоходе имеются также ресторан, сибирский бар, музыкальный салон-бар "Панорама", конференц-зал/кинотеатр, джакузи, парикмахерская, сувенирный киоск, медицинский пункт, СПА-зона, Wi-fi интернет.
Достаточно комфортно оснащено и второе судно серии: две каюты класса «люкс», две каюты класса «полулюкс», 64 двухместные каюты и 26 трёхместных кают. Каждая каюта оборудована кондиционером и отдельным санблоком (душ, туалет). Ресторан на 160 мест и три бара, музыкальный салон, конференц-зал на 150 мест, кинозал на 80 мест, солярий, гладильная комната и медпункт.

## Речные круизные суда проекта Q-040 (Австрия)
Переименование судов указано в скобках в хронологическом порядке, английская транслитерация по образцу и согласно Российскому морскому регистру судоходства:
| Тип Максим Горький | Тип Максим Горький | Тип Максим Горький        |
| № п/п              | Название           | Английская транслитерация |
| ------------------ | ------------------ | ------------------------- |
| 1                  | Максим Горький     | Maksim Gorkiy             |
| 2                  | Александр Пушкин   | Aleksandr Pushkin         |

Список судов проекта содержит все суда с указанием в примечании первоначального имени:
| Суда типа Максим Горький /проект Q-040 | Суда типа Максим Горький /проект Q-040 | Суда типа Максим Горький /проект Q-040 | Суда типа Максим Горький /проект Q-040 | Суда типа Максим Горький /проект Q-040                                                                                  | Суда типа Максим Горький /проект Q-040 | Суда типа Максим Горький /проект Q-040 |
| Год постройки                          | Название                               | Фото                                   | Оператор                               | Маршруты | Переименование и статус                |                                        |
| -------------------------------------- | -------------------------------------- | -------------------------------------- | -------------------------------------- | --- | -------------------------------------- | -------------------------------------- |
| 1974                                   | Максим Горький                         |                                        | ВодоходЪ                               | Красноярск — Дудинка, Дудинка — Красноярск, Красноярск — Ворогово — Красноярск, Красноярск — Верхнеимбатск — Красноярск | [ 4 ]                                  |                                        |
| 1974                                   | Александр Пушкин                       |                                        | Волга-Флот-Тур                         | Нижний Новгород — Ярославль, Нижний Новгород — Астрахань, Нижний Новгород — Волгоград                                   | [ 5 ]                                  |                                        |